# The Turning Point (pel·lícula de 1952)
 The Turning Point és una pel·lícula estatunidenca dirigida per William Dieterle i estrenada el 1952. protagonitzada per William Holden, Edmond O'Brien i Alexis Smith. Inspirada en el comité Kefauver sobre el delicte organitzat. L'actriu Carolyn Jones va fer el seu debut de al cinema en la pel·lícula.

## Argument
John Conroy, fiscal del districte, comença una croada contra el sindicat del crim, però la màfia té molts funcionaris de la ciutat sota el seu control. Està ajudat per un periodista, Jerry McKibbon, però Conroy pensa que no és prou fort com per gestionar aquesta tasca gairebé impossible.

## Repartiment
- William Holden: Jerry McKibbon
- Edmond O'Brien: John Conroy
- Alexis Smith: Amanda Waycross
- Tom Tully: Matt Conroy
- Ed Begley: Neil Eichelberger
- Danny Dayton: Roy Ackerman
- Adele Longmire: Carmelina LaRue
- Ray Teal: Clint
- Ted de Corsia: Harrigan
- Don Porter: Joe Silbray
- Howard Freeman: Fogel
- Neville Brand: Red

## Producció
- Diversos llocs de l'interès històric en el centre de Los Angeles es poden veure en aquesta pel·lícula. L'original funicular Angel's Flight forma part d'una escena. L'Hotel Belmont també es pot veure. Res de tot això resta en peu. Altres edificis que poden ser vistos són el San Fernando Building en el Bank District i L'edifici de Districte d'Aigua Metropolitana a la cruïlla entre la 3a i Broadway.
- Adaptació radiofònica: The Turning Point va ser presentada a Broadway Playhouse el 13 de maig de 1953. L'adaptació de 30 minuts va ser protagonitzada per Dane Clark.[4]